# Nazwa złożona
Nazwa złożona – nazwa, która składa się z więcej niż jednego wyrazu, tj. takiego wyrażenia, którego częścią nie jest żadne inne wyrażenie. Nazwą złożoną jest więc np. nazwa „stare miasto” czy też nazwa „przedmieście Warszawy”. Zauważyć należy przy tym jednak, że analiza syntaktyczna na pojęcia „wyrażenia prostego” i „wyrażenia złożonego” nakłada pewne dodatkowe warunki, które wyrażenia takie jak „potwór”, mimo że podzielne na więcej wyrazów (tj. wyraz „po” i wyraz „twór”), uznawać każą za wyrażenia proste. Kwestię tę omawia szerzej artykuł Wyrażenie.